# سلانبا
سلانبا (به اسپانیایی: Celanova) یک شهرستان در اسپانیا است که در گالیسیا واقع شده‌است.

## خصوصیات
سلانبا ۶۷٫۳۱ کیلومترمربع مساحت و ۶٬۰۲۰ نفر جمعیت دارد و ۵۳۰ متر بالاتر از سطح دریا واقع شده‌است.